# Crema (tècnica culinària)

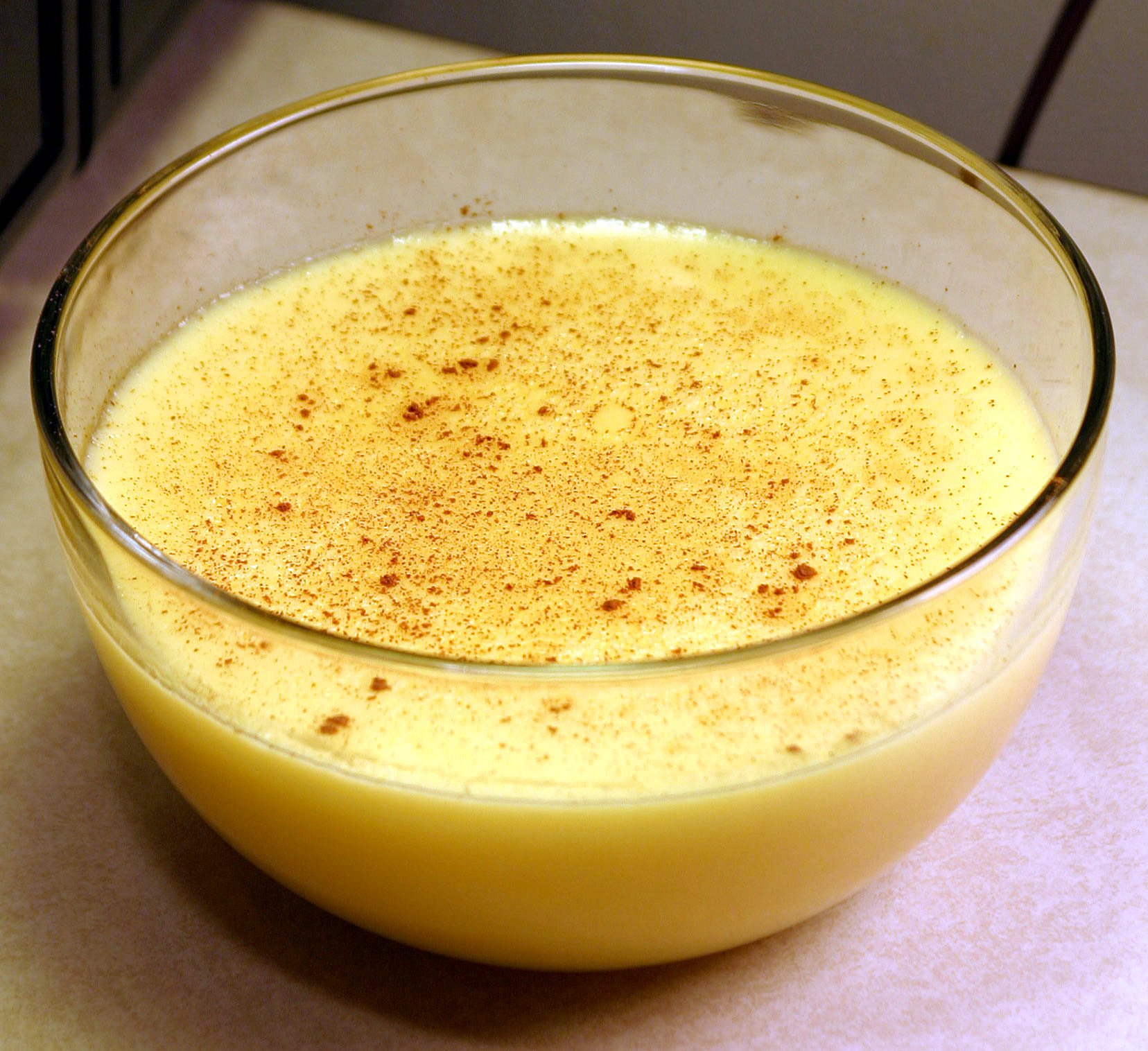
Crema en un bol de vidre.

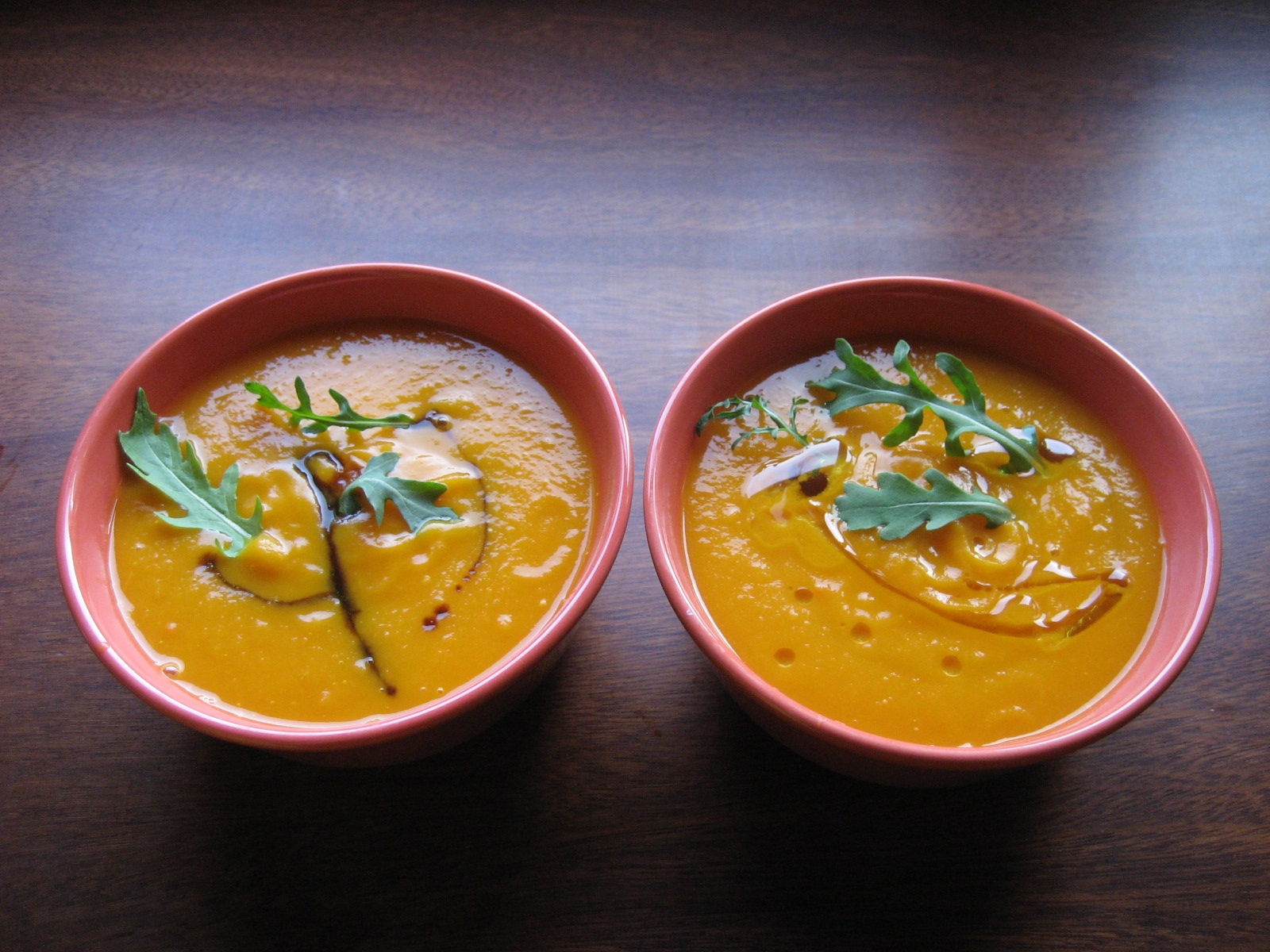
Una crema de carbassa.

La crema (gal·licisme de crème) és una família de preparacions amb una consistència cremosa, que pot fer referència tant a plats dolços com salats. Es comercialitzen cremes instantànies o precuinats, encara que no són autèntiques si no s'han espessit amb ou. Hom denomina també crema un tipus de sopes elaborades a partir d'un roux.

## Característiques en rebosteria
S'elabora a partir de llet i ous, espessides amb calor. Com postres, es fa a partir una combinació de llet o Crema de llet, rovell d'ou, sucre i saboritzants com ara la vainilla i la canyella. Si es vol donar més consistència a la crema, s'afegeix farina, maizena o gelatina,.
A la cuina francesa, el terme crème es refereix en primer lloc a la crema de llet o nata, pel que és sempre necessari afegir una altra paraula que determini el seu ús. En rebosteria, es distingeixen dos tipus de crema bàsica el quallat s'obté sempre amb rovell d'ou:
- La crème anglaise és semblant al Custard anglès. De consistència lleugera i bastant líquida, es consumeix tal qual o per acompanyar altres pastissos. Afegint gelatina per solidificar, es diu «crème anglaise collée» i s'empra en l'elaboració del bavarois o de la charlotte.
- La crème pâtissière és l'equivalent de la crema de pastisseria. La seva consistència més espessa s'obté afegint farina o maizena durant el procés de cocció. S'empra per omplir bunyols o milfulls, o es consumeix tal qual.

Entre les variants més conegudes de la crema de pastisseria varien els aromes, les proporcions de llet, ou i farina i la consistència final més o menys quallada.
- La crema catalana: Servida en plats individuals de fang cuit, la seva superfície s'empolvora amb sucre i es crema per formar una delicada crosta cruixent.
- La crème brûlée: És la variant francesa de la crema catalana, amb nata en comptes de llet, amb ous sencers en comptes dels rovells i s'aromatitza sempre amb vainilla
- Les natilles: És una crema de pastisseria untuosa perfumada amb escorça de llimona i canyella.
- El flam: En lloc d'utilitzar només rovells, s'empra l'ou sencer. L'última fase de la cocció es fa al bany maria en una flamera el fons s'ha cobert de caramel. A causa d'aquestes diferències en l'elaboració, el flam té una consistència més quallada que les anteriors cremes.

## Usos
Algunes varietats de gelat usen una crema com a base. Les receptes que inclouen crema són:
- Bavarois
- Crema catalana
- Crema de caramel
- Crema gelada
- Crema sabaiona
- Crème brûlée
- Flam
- Merenga
- Natilles
- Panacota
- Pastissos danesos
- Profiteroles
- Pastís de carbassa
- Pastissos de crema
- Trifle anglès

Les cremes són una part important de la rebosteria de molts països, incloent Espanya, França, Anglaterra, Alemanya, Portugal, Itàlia, els Estats Units i Austràlia.

## Cremes salades
No totes les cremes són dolces. Alguns tipus de timbal o pa vegetal es fan a partir d'una crema barrejada amb els ingredients salats trossejats.
Es diu també crema a un tipus de sopa semblant a un puré cremós, on l'ou és opcional. La base consisteix en una beixamel o una salsa velouté, barrejada amb verdures triturades i enriquida amb crema de llet o nata. Entre les més conegudes, es poden citar la crema de xampinyons i la crema d'espàrrecs.

## La crema de llet o nata
El primer significat de la paraula "crema" s'aplica a les cremes de llet, o nata. Es defineixen en primer lloc pel seu contingut de matèria grassa (MG). La crema "lleugera" o "lleugera" té entre 18 i 34% de MG, la crema "normal", que consumim habitualment, té un tenor gras superior al 35%, i la crema "doble" té un contingut superior al 45% de matèria grassa.
Segons el procés d'elaboració utilitzat, es distingeixen diversos tipus de crema:
- La crema pasteuritzada: És coneguda com a crema o nata fresca
- La crema esterilitzada o uperitzada: És sotmesa al procés tèrmic d'ultra alta temperatura o Ultra High Temperature (UHT).
- La crema àcida o agra: és aquella que s'obté per acidificació biològica, molt freqüent en els països del nord d'Europa.